# 迪恩·贾格尔
迪恩·贾格尔（英語：Dean Jagger，1903年11月7日—1991年2月5日），是美国电影、舞台和电视演员。贾格尔因在《晴空血战史》中的角色而获得奥斯卡最佳男配角奖。
贾格尔在晚年间患上了心脏病；87岁时，他在加州圣莫尼卡的睡梦中去世。